# Doraemon: Nobita to ryū no kishi
Doraemon: Nobita to ryū no kishi (ドラえもん のび太と竜の騎士?, Doraemon - Nobita to ryū no kishi, lett. Doraemon - Nobita e i cavalieri dei draghi) è un film d'animazione del 1987 diretto da Tsutomu Shibayama.
È l'ottavo film, del genere giapponese per bambini (kodomo), tratto dalla serie Doraemon di Fujiko Fujio.

## Trama
Doraemon crea un rifugio per tutti in una grotta sotterranea, ma Suneo si perde; tutti tornano fuori dalla grotta tranne lui. I suoi amici si accorgono della sua assenza, ma non si può entrare dall'ingresso principale. Mentre cercano un altro ingresso alla grotta, finiscono in un mondo di dinosauri; lì, un soldato di nome Vanho li salva e dice loro di aver trovato il loro amico perduto. Ritrovato Suneo, Doraemon e gli altri scoprono il piano della gente di Vanho. Il loro piano è quello di studiare il gruppo di Doraemon come campioni umani e prendere in consegna la Terra.

## Colonna sonora

### Sigle
| Giappone | Giappone                            | Giappone     | Giappone |
| Tipo     | Titolo                              | Cantante     |          |
| -------- | ----------------------------------- | ------------ | -------- |
| Opening  | Doraemon no uta (ドラえもんのうた?) | Kumiko Ōsugi |          |
| Ending   | Tomodachi dakara (友達だから?)      | Nobuyo Ōyama |          |

## Distribuzione
Il film è stato proiettato per la prima volta nelle sale cinematografiche giapponesi il 14 marzo 1987.